# Albert Taberner

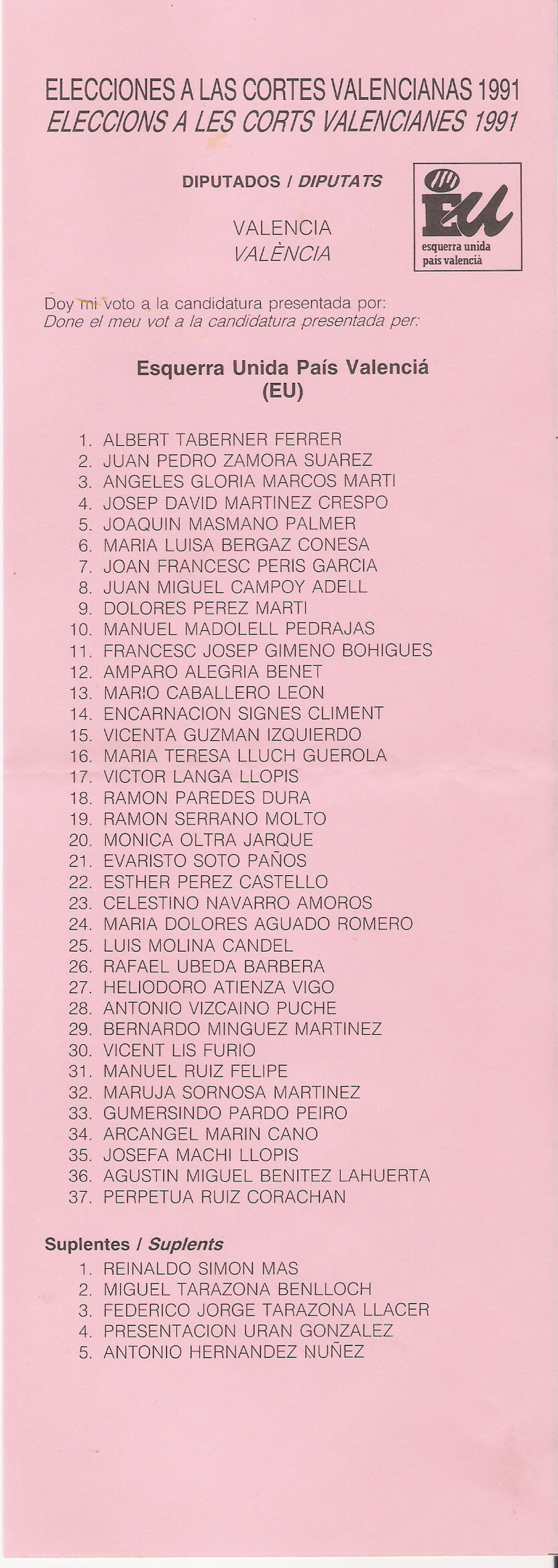
Albert Taberner, cabeza de lista a las Cortes Valencianas, en este caso en 1991, por la provincia de Valencia.

Albert Taberner i Ferrer (Aldaya, Valencia, 1950) es un político español. Fue el primer alcalde democrático de Alacuás y diputado en las Cortes Valencianas entre 1987 y 1999, encabezando las candidaturas de Esquerra Unida del País Valencià en las elecciones autonómicas de 1987, 1991 y 1995. Fue secretario general de EUPV, procedente del PCPV.
Fue fundador de la corriente interna Nova Esquerra (rama valenciana de Nueva Izquierda) junto al que sería a principios del siglo XXI delegado del gobierno en la Comunidad Valenciana Ricardo Peralta. En 1999 dejó la presidencia de Nova Esquerra por discrepancias con la dirección.
Albert Taberner es militante de CCOO-PV, cofundador de la Unió de Llauradors i Ramaders y de profesión maestro de primaria en el colegio La Nostra Escola Comarcal (Picasent).
En mayo de 1998 recibe el reconocimiento de la medalla de oro del pueblo de Alacuás como primer alcalde de la democracia.